# Ângela Freitas
Maria Ângela Freitas da Silva (Bahu, 10 de novembro de 1969) é uma médica e política timorense. Líder do Partido Trabalhista de Timor-Leste, concorreu a eleição presidencial de Timor-Leste de 2017.

## Biografia
Enquanto estudante, Ângela Freitas fora torturada pelas Forças Armadas da Indonésia, durante a ocupação de Timor-Leste pela Indonésia. Em 1988, trabalhou para o Instituto dos Direitos Humanos da Indonésia. Em 1989, mudou-se para a organização Amnistia Internacional, como secretária dos direitos humanos. Em 1990, viajou para a Austrália e estudou na Universidade de Queenslândia. Após completar as graduações de ciência política e medicina, trabalhou num hospital de Brisbane. O seu desempenho médico influenciou o seu êxito médico na Marinha Real Australiana, onde trabalhou a bordo de um navio de patrulha que intercetava os barcos de refugiados.
Após a ocupação indonésia em Timor-Leste em 1999, ela voltou ao país de origem. Freitas tornou-se a líder do Partido Trabalhista de Timor-Leste, fundado em 1974 pelo seu pai, Paulo Freitas. Em 2001, foi presa numa cela masculina com os seus filhos, acusada de assassinato de um australiano. Em 2012, concorreu para a eleição presidencial de Timor-Leste, mas a sua candidatura foi rejeitada pelo presidente da corte suprema, por não seguir os critérios necessários de candidatura. Em 2004, foi culpada por uma série de protestos contra Xanana Gusmão, o então presidente de Timor-Leste na época.
Com o intuito de suceder o presidente José Ramos-Horta em 2012, Ângela afirmou que buscaria esforços para delimitar o nepotismo e a corrupção presentes no país. Além disso, as suas políticas governamentais estariam diretamente ligadas às populações mais pobres, oferecendo eletricidade, água potável e condições plausíveis de vida.
Após uma cirurgia em Bali no ano de 2014, retornou novamente para Timor-Leste. Freitas foi presa no ano seguinte, com alegações de que apoiava o comandante de guerrilha Mauk Moruk. Concorreu para a eleição presidencial de Timor-Leste de 2017, totalizado um total de 4 353 votos, equivalentes a 0.54% de toda a contagem.